# Завантаження свідомості

Проста штучна нейромережа

Завантаження свідомості (англ. Mind uploading) — гіпотетична технологія сканування і мапування головного мозку людини, що дозволить перенести свідомість і підсвідомість людини в іншу систему, на якийсь інший носій, можливо, цифровий (наприклад, комп'ютер зі штучною нейронною мережею).

## Загальне уявлення

Анатомічна модель нейрона

Мозок людини містить близько 86 мільярдів нервових клітин, які називаються нейронами. Кожен нейрон окремо пов'язано з іншими нейронами через з'єднувачі, а саме аксони і дендрити. Сигнали в моменти (синапси) з'єднання передаються шляхом виявлення хімічних речовин, відомих як нейромедіатори. Встановлений нейрофізіологічний консенсус полягає в тому, що людський розум являє собою емерджентність обробки інформації даної нейронної мережі.
Неврологи заявили, що функції, які виконуються розумом, такі як навчання, пам'ять і свідомість, обумовлені чисто фізичними і електрохімічними процесами у мозку. Наприклад, Крістоф Кох і Джуліо Тононі написали в журналі «IEEE Spectrum»:
«Свідомість є частиною природного світу. Вона залежить від того, як ми вважаємо, тільки з точки зору математики, логіки і відомих законів фізики, хімії і біології; вона не виникає з якоїсь магічної або потойбічної якості.»
Видатні вчені-програмісти і неврологи передбачили, що спеціально запрограмовані комп'ютери будуть здатні мислити і навіть зможуть досягти свідомості. Незважаючи на те, що завантаження впливає на загальні можливості, воно концептуально відрізняється від загальних форм в тому, що є результатом динамічної реанімації інформації, яка була одержана від конкретного людського розуму, так що розум зберігає почуття історичної самобутності. Перенесена і відновлена інформація стане формою штучного інтелекту.
Багато теоретиків представили моделі мозку і встановили діапазон оцінок обсягу обчислювальних потужностей, необхідних для часткової і повної симуляції. Використовуючи ці моделі, вчені підрахували, що завантаження свідомості може стати можливим протягом десятиліть, якщо такі спостереження, як Закон Мура, будуть проводитися і надалі.

## Теоретичні переваги

### «Безсмертя» або резервне копіювання
У теорії, якщо інформацію і процеси розуму можна відокремити від біологічного тіла, вони більше не прив'язані до окремих меж і тривалості служби цього органу. Крім того, інформація в мозку можу бути частково або повністю скопійована або передана одному або кільком іншим субстратам (у тому числі для цифрового зберігання), тим самим, з механічної точки зору, відбудеться зниження або усунення «ризику смертності» такої інформації.

### Прискорення
Якщо Закон Мура проіснує протягом декількох десятиліть, супер-комп'ютер зможе моделювати людський мозок на рівні нервової системи і на більшій швидкості, ніж має біологічний мозок. До цього часу, транзистори досягнуть субатомних розмірів. Тим не менш, навіть якщо моделювання на таких швидкостях буде можливе, точну дату важко вирахувати через обмежене розуміння необхідної точності, і обчислювальна швидкість не єдина вимога для отримання максимально повної моделі людського мозку.
Враховуючи, що електрохімічні сигнали, які мозок використовує для досягнення думки, подорожують на швидкості близько 150 метрів в секунду, в той час як електронні сигнали в комп'ютерах відправляються на 2/3 швидкості світла (триста мільйонів метрів в секунду), це означає, що електронний аналог людського біологічного мозку в теорії міг би думати в тисячі, а то й мільйони разів швидше. Крім того, нейрони можуть генерувати максимум від 200 до 1000 потенціалів дії, в той час як тактова частота мікропроцесорів сягала 5,5 ГГц в 2013 році, що є швидше приблизно в п'ять мільйонів раз.
Тим не менш, людський мозок містить приблизно вісімдесят шість мільярдів нейронів із вісімдесяти шести трильйонів синапсів їх з'єднань. Реплікація кожного з них у вигляді окремих електронних компонентів з використанням мікро-чипів на основі напівпровідникової технології потребують комп'ютер, значно більший у порівнянні з сьогоднішніми супер-комп'ютерами.

## Відповідні технології та методи

### Обчислювальна складність
Прихильники ідеї завантаження вказують на Закон Мура, щоб підтримати ідею, що необхідні обчислювальні потужності, як очікується, стануть доступними протягом декількох десятиліть. Проте, фактичним обчислювальним вимогам для запуску завантаженої людської свідомості дуже важко дати кількісну оцінку.
Незалежно від методів, використовуваних для відтворення функцій людського розуму, виконання вимог обробки, швидше за все, буде величезною, через велику кількість нейронів у людському мозку поряд зі значною складністю кожного нейрона.

### Розміри імітаційної моделі
Так як функція людського розуму, і як вона може виникати від роботи мозку, нервової мережі — мало вивчені питання, то завантаження свідомості спирається на ідею емуляції нейронної мережі. Замість того, щоб зрозуміти на високому рівні психологічних процесів великомасштабні структури мозку, і моделювати їх за допомогою класичних методів штучного інтелекту і когнітивної психології моделей, низько рівневі структури базових нейронних мереж імітуються за допомогою комп'ютерної системи. Для завантаження свідомості потрібні складні і точні моделі нейронів. Традиційні штучні нейронні мережі є недостатніми. Динамічній спайковій нейронній мережі потрібна модель, що б відображала, що нейрон спрацьовує тільки тоді, коли мембранний потенціал досягає певного рівня. Цілком ймовірно, що модель повинна містити нелінійні функції і диференціальні рівняння, що описують зв'язок між електрофізичними параметрами, такими як електричні струми, напруга, стан мембрани і нейромодуляторів.
Цифрова комп'ютерна імітаційна модель аналогової системи, така як мозок, являє собою наближення, вводить випадкові помилки квантування і спотворень. Проте, біологічні нейрони також страждають від випадковості і обмеженості точності, наприклад через фоновий шум. Обчислювальна потужність і пам'ять комп'ютера мають бути достатніми для виконання такого великого моделювання, бажано в реальному часі.

### Сканування та картографування масштабу особистості
При моделюванні та імітації мозку конкретного індивідуума, знімок головного мозку або база даних із зазначенням зв'язків між нейронами мають бути отримані з анатомічної моделі мозку. Для моделювання всього мозку цей знімок має продемонструвати зв'язність усієї нервової системи, а саме спинний мозок, чутливі рецептори та клітини м'язової клітини. З 2010 року можливе деструктивне сканування невеликого зразка тканини мозку миші.
Однак, якщо короткочасна і робоча пам'ять містить тривалий або повторний випал нейронів, а також всередині-динамічних нейронних процесів, то може бути доволі важко отримати електричні та хімічні сигнали синапсів нейронів.
Повні знімки мозку, за оцінками, займають менше 2 х 1016 байт. Однак, біологічні складності істинної функції мозку можуть перешкоджати точному прогнозу обсягів двійкових даних.